# Antichamber
Antichamber est un jeu vidéo de plates-formes et de puzzle en vue à la première personne, développé par Alexander Bruce. Il est sorti le 31 janvier 2013 sur Microsoft Windows, OS X et Linux.

## Système de jeu
Le jeu Antichamber est entièrement fondé sur un système de géométrie non euclidienne. Par exemple, un système de « fenêtres » permet au joueur d'apercevoir une autre scène que celle dans laquelle il est présentement. Mais, si le joueur s'approche assez pour ne voir que la fenêtre, alors la salle autour de lui change. Certains « indices » dans le jeu permettent d'interpréter ce qui vient de se produire. Il existe également des cubes de couleur que les joueurs peuvent récolter et reposer avec le « fusil-poisson » approprié. Voici la liste des fusils et leurs particularités :
- le bleu permet de récolter un cube à la fois — les cubes bleus suivent des règles logiques sauf les règles de la gravité ;
- le vert permet de récolter un cube à la fois, mais sans faire régénérer les cubes verts — les cubes verts sont comme les cubes bleus, mais se régénèrent s'ils sont récoltés par un fusil bleu et sont tous réunis à un cube « racine », et si un ou plusieurs cubes ne sont plus rattachés à ce cube racine, ils se désintègrent ;
- le jaune permet de récolter une ligne de cubes collés même si certains cubes sont impossibles d'accès, permet de reposer des blocs en les étalant et permet de déplacer un cube déjà posé selon une trajectoire droite — les cubes jaunes et au-delà sont comme les cubes verts ;
- le rouge agit comme le jaune, mais permet de récolter une surface de cubes collés plutôt qu'une ligne. Il peut également déplacer une surface de cubes déjà placés, qui vont s'alligner en se déplaçant ;
- le noir permet d'aspirer la créature obscure, qui pourrait être considérée comme la créature qui a créé ce monde, car lorsqu'on l'aspire, on aspire le monde avec et on découvre le monde caché d'Antichamber.

À noter que, lorsqu'un carré de cubes est formé, il se remplit automatiquement.